# Campylopus sericeoides
Campylopus sericeoides är en bladmossart som beskrevs av Hugh Neville Dixon 1935. Campylopus sericeoides ingår i släktet nervmossor, och familjen Dicranaceae. Inga underarter finns listade i Catalogue of Life.